# 史上最大32名×超高額自腹!!ピタリでたら1000万円 大晦日もゴチになります! SP
史上最大32名×超高額自腹!!ピタリでたら1000万円 大晦日もゴチになります! SPは、日本テレビ系列で2024年12月31日に生放送された大晦日特別番組（バラエティ番組）。

## 概要
日本テレビ系列で放送される大晦日に放送される特別番組。『ぐるぐるナインティナイン』の名企画「グルメチキンレース・ゴチになります!」を多数の芸能人で行う特別版。
日本テレビの大晦日・年越しスペシャルとしては、『ゆく年くる年』（1956/1957 - 1990/1991）、『幸せをよぶテレビ』（1992/1993）、『スーパー電波バザール 年越しジャンボ同窓会』（1993/1994）、『いけ年こい年』（1994/1995、1999/2000、2000/2001）、『ぐるぐるナインティナイン企画。年越しカウントダウンスペシャルシリーズ』（2001/2002 - 2005/2006）、『笑ってはいけないシリーズ』（2006/2007 - 2020/2021）、『笑って年越したい!!笑う大晦日シリーズ』（2021/2022 - 2023/2024）の後継番組。
また、『ぐるナイ』の大晦日特別番組としては19年ぶりに制作されることとなった（非年越しでは初）。
なお前年の『笑う大晦日シリーズ』では、同じく『ぐるナイ』企画「おもしろ荘へいらっしゃい!」を年越しパートとして内包放送したが、今回は年越しは継続するも番組自体は2年振りの単独放送となったため、当番組は年越し番組にはならなかった。

## 放送時間
- 火曜18:30 - 23:45（JST）

- 直前の17:30 - 18:30には、事前番組『大晦日史上最大32名ゴチ!ピタリ1000万か高額自腹か!?このままスタートSP』を別途放送した。

## 出演者
司会
- 矢部浩之（ナインティナイン）

進行
- 羽鳥慎一（フリーアナウンサー、元日本テレビアナウンサー）
- 市來玲奈（日本テレビアナウンサー）

リポーター
両名ともパート25のメンバーだったがクビになってしまった。
- 盛山晋太郎（見取り図）
- やす子

食材探し
- ちょんまげラーメン[注 2]（田渕章裕・きむ）
- 桜田ひより
- 横山裕（SUPER EIGHT）

## 参加チーム
- ゴチになります!25チーム：岡村隆史（ナインティナイン）、増田貴久（NEWS）、小芝風花、高橋文哉
- ゴチになります!OB・OGチーム：船越英一郎、出川哲朗、土屋太鳳、中条あやみ
- セレブチーム：上沼恵美子、杉村太蔵、河北麻友子、ROLAND
- ご意見番チーム：泉ピン子、モモコ（ハイヒール）、古市憲寿、森香澄
- パリ五輪メダリストチーム：阿部一二三、阿部詩、須崎優衣、江村美咲
- ZIP×DayDay.チーム：風間俊介、鈴木福、武田真一、アンミカ
- 上田と女が吠える夜×ニノさんチーム：いとうあさこ、丸山桂里奈、菊池風磨（timelesz）、吉村崇（平成ノブシコブシ）
- 映画『はたらく細胞』チーム：永野芽郁、佐藤健、加藤清史郎、DJ KOO（TRF）

## ゲスト
ネタコーナー出演者
- 錦鯉（長谷川雅紀・渡辺隆）
- ヤーレンズ（楢原真樹・出井隼之介）
- タイムマシーン3号（山本浩司・関太）
- ナイツ（塙宣之・土屋伸之）
- どぶろっく（森慎太郎・江口直人）
- ニューヨーク（嶋佐和也・屋敷裕政）
- マヂカルラブリー（野田クリスタル・村上）
- NON STYLE（石田明・井上裕介）
- 爆笑問題（田中裕二・太田光）

その他の出演者
- 芦川百々子
- キンタロー。
- SAM（TRF）
- ゲッターズ飯田
- 木村清（喜代村代表取締役）
- 三浦大輔（横浜DeNAベイスターズ監督）
- 新庄剛志（北海道日本ハムファイターズ監督）[4]
- OCTPATH[5]
- FRUITS ZIPPER[6]
- 東野幸治
- 市川團十郎

## ルール
詳しいルールはこちらを参照→「グルメチキンレース・ゴチになります!#コーナーの流れ・基本ルール」

### シャンパンあみだくじ
番組開始直後に出演者全員で乾杯したシャンパンの代金も自腹扱いとなっており、誰が支払うかはあみだくじで決めた。シャンパン代は30万円。

### おみやルーレット
番組中盤には、おみや代を誰が支払うかをルーレットで決めた。おみや代は11万8400円。

### 1回戦
8チームによる対抗戦。設定金額は5万円。ピタリ賞で1000万円獲得。金額の誤差が近い6チームが勝ち抜け、下位2チームが2回戦進出となる。勝ち抜いた6チームは、別室で2回戦を観戦する。

### 2回戦
1回戦で負け残った2チーム、8名で個人戦を行う。設定金額は5万円。ゴチバトルの末、最下位になった人が1～2回戦の合計食事代を自腹で支払う。

### 2回戦1位予想
1回戦を勝ち抜いた6チームは、2回戦で戦う8名のうち、誰が1位になるかを予想する。1位を見事的中したチームは、賞金30万円を山分けできるが、1位を予想した人が最下位になった場合は食事代自腹の半額を折半して支払うことになる。

## 結果

### おみや代・シャンパン代
| 名前         | 支払金額   |
| ------------ | ---------- |
| いとうあさこ | 10万円     |
| 加藤清史郎   | 11万8400円 |
| 阿部一二三   | 10万円     |
| 風間俊介     | 10万円     |

### 1回戦
| 順位 | チーム                            | 結果                    |
| ---- | --------------------------------- | ----------------------- |
| 1位  | ゴチになります!25チーム           | 5万1700円（+1700円）    |
| 2位  | ゴチになります!OB・OGチーム       | 5万6200円（+6200円）    |
| 3位  | パリ五輪メダリストチーム          | 5万6300円（+6300円）    |
| 4位  | ご意見番チーム                    | 5万6400円（+6400円）    |
| 5位  | 上田と女が吠える夜×ニノさんチーム | 5万7000円（+7000円）    |
| 6位  | セレブチーム                      | 5万9500円（+9500円）    |
| 7位  | ZIP×DayDay.チーム                 | 5万9500円（+9500円）    |
| 8位  | 映画『はたらく細胞』チーム        | 6万2500円（+1万2500円） |

- セレブチームとZIP×DayDay.チームが同額で並び、1品目の金額誤差ではセレブチームが500円、ZIP×DayDay.チームが3,700円だったため、セレブチームが勝ち抜けとなった。
- 食事代の総額は45万9100円。

### 2回戦1位予想
| 2回戦参戦者 | 1位と予想した人                                                          |
| ----------- | ------------------------------------------------------------------------ |
| アンミカ    | 岡村隆史、阿部一二三、中条あやみ、モモコ                                 |
| 風間俊介    | 増田貴久、小芝風花、高橋文哉、菊池風磨、ROLAND、森香澄                   |
| 武田真一    | いとうあさこ、杉村太蔵                                                   |
| 鈴木福      | 吉村崇                                                                   |
| 加藤清史郎  | 上沼恵美子                                                               |
| 永野芽郁    | 出川哲朗、土屋太鳳、江村美咲                                             |
| 佐藤健      | 船越英一郎、河北麻友子、泉ピン子、古市憲寿、丸山桂里奈、阿部詩、須崎優衣 |
| DJ KOO      | (なし)                                                                   |

### 2回戦
| 順位 | 名前       | 結果                    |
| ---- | ---------- | ----------------------- |
| 1位  | 永野芽郁   | 5万200円（+200円）      |
| 2位  | 佐藤健     | 4万9000円（-1000円）    |
| 3位  | 風間俊介   | 4万8000円（-2000円）    |
| 4位  | 鈴木福     | 4万7200円（-2800円）    |
| 5位  | 加藤清史郎 | 5万5100円（+5100円）    |
| 6位  | アンミカ   | 4万4500円（-5500円）    |
| 7位  | DJ KOO     | 4万100円（-9900円）     |
| 8位  | 武田真一   | 3万1200円（-1万8800円） |

- 1位は永野芽郁だったため、予想した出川哲朗、土屋太鳳、江村美咲の3人が賞金30万円を山分けした。
- 最下位は武田真一。予想したいとうあさこ、杉村太蔵と共に、折半で支払った。
- 食事代の総額は36万5300円、1回戦との合計は82万4400円となった。

### 最終的な自腹金額
| 名前         | 食事代     | おみや代・シャンパン代 | 合計金額   |
| ------------ | ---------- | ---------------------- | ---------- |
| 武田真一     | 41万2200円 |                        | 41万2200円 |
| いとうあさこ | 20万6100円 | 10万円                 | 30万6100円 |
| 杉村太蔵     | 20万6100円 |                        | 20万6100円 |
| 加藤清史郎   |            | 11万8400円             | 11万8400円 |
| 阿部一二三   |            | 10万円                 | 10万円     |
| 風間俊介     |            | 10万円                 | 10万円     |

## ネット局
| 放送対象地域   | 放送局                    | 系列           |
| -------------- | ------------------------- | -------------- |
| 関東広域圏     | 日本テレビ（NTV）         | 日本テレビ系列 |
| 北海道         | 札幌テレビ（STV）         | 日本テレビ系列 |
| 青森県         | 青森放送（RAB）           | 日本テレビ系列 |
| 岩手県         | テレビ岩手（TVI）         | 日本テレビ系列 |
| 宮城県         | ミヤギテレビ（MMT）       | 日本テレビ系列 |
| 秋田県         | 秋田放送（ABS）           | 日本テレビ系列 |
| 山形県         | 山形放送（YBC）           | 日本テレビ系列 |
| 福島県         | 福島中央テレビ（FCT）     | 日本テレビ系列 |
| 山梨県         | 山梨放送（YBS）           | 日本テレビ系列 |
| 新潟県         | テレビ新潟（TeNY）        | 日本テレビ系列 |
| 長野県         | テレビ信州（TSB）         | 日本テレビ系列 |
| 静岡県         | 静岡第一テレビ（SDT）     | 日本テレビ系列 |
| 富山県         | 北日本放送（KNB）         | 日本テレビ系列 |
| 石川県         | テレビ金沢（KTK）         | 日本テレビ系列 |
| 福井県         | 福井放送（FBC）           | 日本テレビ系列 |
| 中京広域圏     | 中京テレビ（CTV）         | 日本テレビ系列 |
| 近畿広域圏     | 読売テレビ（ytv）         | 日本テレビ系列 |
| 鳥取県・島根県 | 日本海テレビ（NKT）       | 日本テレビ系列 |
| 広島県         | 広島テレビ（HTV）         | 日本テレビ系列 |
| 山口県         | 山口放送（KRY）           | 日本テレビ系列 |
| 徳島県         | 四国放送（JRT）           | 日本テレビ系列 |
| 香川県・岡山県 | 西日本放送（RNC）         | 日本テレビ系列 |
| 愛媛県         | 南海放送（RNB）           | 日本テレビ系列 |
| 高知県         | 高知放送（RKC）           | 日本テレビ系列 |
| 福岡県         | 福岡放送（FBS）           | 日本テレビ系列 |
| 長崎県         | 長崎国際テレビ（NIB）     | 日本テレビ系列 |
| 熊本県         | くまもと県民テレビ（KKT） | 日本テレビ系列 |
| 鹿児島県       | 鹿児島読売テレビ（KYT）   | 日本テレビ系列 |

## スタッフ
- 企画プロデュース：伊藤慎一
- 構成：桜井慎一、堀江利幸、小野高義、山谷隆、桝本壮志、成瀬正人、カツオ、下江すなお
- TM：木村博靖
- SW：岡田勇輝
- カメラ：小管裕太
- 音声：藤岡絵里子
- 調整：鬼頭知佐
- 照明：青木優花
- モニター：一由雄太
- 編集：佐藤貴之、川尻一弘
- MA：飯塚雄一
- 技術協力：NiTRO、共立照明、イカロス、ヌーベルバーグ、ジャパンテレビ、ジーリンクスタジオ
- 美術プロデューサー：高野泰人、中村允
- 美術デザイン：北村春美、高木彩
- 大道具：武遥菜
- 小道具：大久保俊彦
- 造花装飾：原京子
- 電飾：花谷恭祐
- メイク：奥松かつら
- 協力：日テレアート、ワントゥーテン、イメージマート、AFP、ロイター、東京オフラインセンター、ウォークフォトアトリエ、GLOMERIDE、amacovon、中村久男、福井歩、アフロ
- ナレーター：林田尚親
- 音効：今野直秀、冨田昌一、松本凌
- TK：石島加奈子、奈良里美
- デスク：兒島理佳子、馬場令華
- 専属メイク：白水徹哉
- タイトルデザイン：グレートインターナショナル
- リサーチ：田原拓郎、大野なおと
- 衣装協力：Chique、VENdOMEAoyama、Doubleface Tokyo、HERALBONY、I.T'.S.international
- 制作進行：浜田和宏
- VTR監修：根岸秀明
- ディレクター：小林瑶一朗、小山貴広、宮原健、小林亘、渡邉祐太、板場優、笹尾充、倉本華奈、宇野慎也、牧野邦彦、藤原明生、田口力、安池薫、妹尾友祐、小澤雄一、田村秋男、武木田一馬、齊藤栄哉、山本聖、角地夏音、木場万尋、猪山陽子、冨岡鉄平、植木祐羽、平澤かなは、大澤諒子、下地大樹、多良仁志、古積拡也、赤嶺隼世、三宅正太郎、高木智也、伊藤秀明、小林遼
- 演出：佐伯直哉、神野正義
- 総合演出：三浦伸介
- プロデューサー：合田伊知郎、平井杏奈、蔭山彩、戸倉百合子、石原由季子、高橋正子、伊藤康一、山下浩一、野中翔太、菊池洋輔、内堀光馬、深野守宏、沼能亜弥、山口敦司、大友浩嗣、藤田真衣、右京美穂、中村友美、鵜沼栞、小澤亜都沙、菅優歌
- チーフプロデューサー：藤森和彦
- 制作協力：ZION、吉本興業、BEE OURS、SION、AXON、THE WORKS
- 制作著作：日本テレビ